# ایراژیا هند
ایراژیا هند (به انگلیسی: AirAsia India) یک شرکت هواپیمایی با کد یاتا I5 است که در تاریخ ۲۸ مارس ۲۰۱۳ میلادی تأسیس شده و در تاریخ ۱۲ ژوئن ۲۰۱۴ فعالیتش را آغاز کرده‌است. دفتر مرکزی ایراژیا هند در چنای، هند واقع شده‌است و قطب این شرکت هواپیمایی در فرودگاه بین‌المللی بنگالورو قرار دارد و به ۱۰ مقصد، پرواز مستقیم انجام می‌دهد.